# Rami Saari
Rami Saari (Petah Tikvá, 17 de Setembro de 1963) poeta, tradutor, linguista e crítico literário israelita. 

## Biografia
Rami Saari passou a juventude em Israel e na Argentina. Estudou e ensinou Filologia Semítica e Línguas Urálicas na Universidade de Helsínquia, Budapeste e Jerusalém e doutorou-se em Linguística na Universidade Hebraica de Jerusalém. A sua tese de doutoramento foi publicada numa obra intitulada em hebraico "Millot-ha-yahas ha-malteziyot" (Preposições na Língua Maltesa), editada por Editora Carmel, Jerusalém, 2003.
Além dos doze livros de poesia publicados até agora (Abril 2023) em hebraico, tem traduzido, desde 1996, umas dezenas de livros das literaturas albanesa, catalã, espanhola, estoniana, finlandesa, grega, húngara, turca e portuguesa. Do português traduziu poemas de Manuel Alegre, Mário Cesariny, Eugénio de Andrade, Sophia de Mello Breyner Andresen, Vasco Graça Moura, Valter Hugo Mãe, Ana Paula Inácio, Eduardo Pitta, Luís Miguel Nava, Vitorino Nemésio, Humberto Teixeira e Arménio Vieira (https://www.ramisaari.com/portugalit-shira/) e contos de Altino do Tojal, Herberto Helder, Fernando Pessoa, Luiz Ruffato, José Saramago e José Viale Moutinho (https://www.ramisaari.com/portugalit-siporet/). Também traduziu do português os seguintes livros inteiros: A Confissão de Lúcio, de Mário de Sá Carneiro ([1]), Editora Carmel, 2006, Os poemas de Alberto Caeiro, de Fernando Pessoa, em colaboração com Francisco da Costa Reis, Editora Carmel, 2004, Os poemas de Álvaro de Campos, de Fernando Pessoa, em colaboração com Francisco da Costa Reis,Editora Carmel, 2006, Os poemas de Ricardo Reis, de Fernando Pessoa, em colaboração com Francisco da Costa Reis, Editora Carmel, 2008, Bichos, de Miguel Torga, Editora Carmel, 2008, O desejo de Kianda, de Pepetela, Editora Kinneret Zmora-Bitan, 2011, O vendedor de passados, de José Eduardo Agualusa, Editora Kinneret Zmora-Bitan, 2012, Os Maias, de Eça de Queiroz, em colaboração com Francisco da Costa Reis, Editora Kinneret Zmora-Bitan, 2012, Quadras, de Fernando Pessoa, Editora Carmel, 2013, O crime do padre Amaro, de Eça de Queiroz, em colaboração com Francisco da Costa Reis, Editora Carmel, 2014 e Os Malaquias, de Andrea del Fuego, Editora Kinneret Zmora-Bitan, 2015, Galileia de Ronaldo Correia de Brito, Editora Babel, 2016, Suor (livro) de Jorge Amado, Editora Rimonim, 2018, Flores artificiais de Luiz Ruffato, Editora Rut, 2021, e Uma antologia de trinta e três contos de Fernando Pessoa, Editora Carmel, 2022.
Pela sua obra poética ganhou em Israel o Prémio do Primeiro Ministro, em 1996 e 2003, e pelas suas traduções, em 2006, o Prémio Saul Tchernikhovsky ([2]). Em 2010 ganhou o Prémio da Academia da Língua Hebraica.
Desde 2002 até 2006, Rami Saari trabalhou como chefe de redacção das páginas literárias sobre a poesia israelita no sítio web de Poetry International:
().

## Obra publicada
Livros de poesia publicados em hebraico:
- Olha, Encontrei a Minha Casa (1988)
- Homens na Encruzilhada (1991)
- O Itinerário da Dor Valente (1997)
- O Livro da Vida (2001)
- Tanta, Tanta Guerra (2002)
- O Quinto Shogun (2005)
- Os Anéis dos Anos (2008)
- Introdução à Linguística Sexual (2013)
- Filhos e Netos de Kaváfis (2015)
- Mensagens do Namimportistão (2016)
- A Dr.ª Josefa e os Provérbios Passeiam no Mar Mediterrâneo (2019)
- Enzimas na Alma e Dias Regularizados (2021)